# Sibel Güler
Sibel Güler (28 settembre 1984) è una taekwondoka turca.

## Palmarès

### Europei di taekwondo
- Oro a Campionati europei di taekwondo 2004
- Bronzo a Campionati europei di taekwondo 2005
- Oro a Campionati europei di taekwondo 2006
- Bronzo a Campionati europei di taekwondo 2008